# Gabriel de Castilla (stacja antarktyczna)
Gabriel de Castilla – letnia stacja antarktyczna, należąca do Hiszpanii, położona na antarktycznej wyspie Deception Island.

## Położenie i warunki
Stacja znajduje się na wolnym od lodu wybrzeżu zatoki Port Foster, wypełniającej kalderę wulkanu Deception. Wyspa leży w archipelagu Szetlandów Południowych, ciągnącym się równolegle do wybrzeża Półwyspu Antarktycznego. Bazą zarządzają siły lądowe hiszpańskiej armii (hiszp. Ejército de Tierra). W sąsiedztwie znajduje się argentyńska letnia stacja Decepción.

## Historia i działalność
W 1988 roku Hiszpanie utworzyli na Deception Island schronienie Gabriel de Castilla, które zostało następnie rozbudowane i przekształcone w pełnoprawną stację w 1990 roku. Patronem stacji jest Gabriel de Castilla, żeglarz który w 1603 roku mógł wpłynąć na wody Antarktyki, osiągając 64 równoleżnik i ujrzeć wybrzeża Szetlandów (nie ma na to jednoznacznych dowodów).
Stacja Gabriel de Castilla prowadzi badania naukowe, część prac ma także znaczenie militarne. W ramach prac naukowych prowadzone są badania wulkanu Deception, w tym monitorowanie sejsmiczne; ponadto z użyciem stałych stacji sejsmicznych umiejscowionych poza wyspą prowadzi się badania struktury skorupy ziemskiej w obszarze Szetlandów Południowych. Prowadzone są badania wiecznej zmarzliny, a także badania wpływu zmian środowiska na występujące na wyspie pingwiny maskowe. Armia jest zainteresowana głównie rozwojem technologii służącej do monitorowania stacji przez cały rok, w tym przesyłania obrazu i parametrów meteorologicznych, oraz planuje stworzenie szerokopasmowego połączenia internetowego z użyciem pasma radiowego Ka.